# Zochitempa
Zochitempa är en ort i Mexiko.   Den ligger i kommunen Chilapa de Álvarez och delstaten Guerrero, i den sydöstra delen av landet, 210 km söder om huvudstaden Mexico City. Zochitempa ligger 2 045 meter över havet och antalet invånare är 130.
Terrängen runt Zochitempa är kuperad åt nordost, men åt sydväst är den bergig. Zochitempa ligger uppe på en höjd. Runt Zochitempa är det ganska glesbefolkat, med 39 invånare per kvadratkilometer. Närmaste större samhälle är Chilapa de Alvarez, 13,3 km nordväst om Zochitempa. I omgivningarna runt Zochitempa växer huvudsakligen savannskog.